# Titularbistum Tyriaeum
Tyriaeum (ital.: Tirieo) ist ein ehemaliges Bistum der römisch-katholischen Kirche und heute ein Titularbistum. Es geht zurück auf das Bistum der antiken Stadt Tyraion (Tyriaion) im kleinasiatischen Pisidien (südliche Türkei) und gehörte der Kirchenprovinz Antiochia in Pisidien an.
| Titularbischöfe von Tyriaeum |                    |                                                    |               |                  |
| Nr.                          | Name               | Amt                                                | von           | bis              |
| 1                            | Angel Muzzolón SDB | Apostolischer Vikar von Chaco Paraguayo (Paraguay) | 11. März 1948 | 27. Oktober 1984 |